# Serviços Aéreos Portugueses
A SAP - Serviços Aéreos Portugueses Lda. foi a primeira companhia de aviação comercial fundada e a operar em Portugal. 

## História
No âmbito da sua expansão europeia, através da criação de subsidiárias regionais, em 1922 a Junkers Lufverkehr A. G. (empresa prestadora de serviços de transportes aéreos da Junkers) iniciou contactos com a Companhia Portuguesa de Navegação Aérea Lda., empresa privada fundada nesse mesmo ano, para o estabelecimento de uma cooperação ao nível da prestação de serviços aéreos. A Junkers forneceria aeronaves à empresa e, em troca, receberia parte das suas acções. Por dificuldades várias, entre as quais a da falência da Junkers Lufverkehr, essa cooperação não iria avante, nunca chegando a empresa a operar.
Finalmente, a 19 de Maio de 1927, a Junkers funda a SAP, em conjunto com os sócios privados António Alberto Eça de Queirós, J. Wimmer & Co., Willi Albert Grote e José Vieira da Fonseca. O objectivo inicial da SAP era o estabelecimento de ligações aéreas para a Albânia.
No entanto, em vez das planeadas rotas para a Albânia, a SAP estabeleceu sim um serviço de ligação entre Lisboa, Madrid e Sevilha. As ligações aéreas com a Espanha eram feitas em conjunto com a UAE - Unión Aérea Española, outra subsidiária da Junkers. A UAE operava os voos e a SAP fornecia os serviços de terra em Portugal. 
Em 1929, em virtude da fusão da UAE com a CLASSA, a cooperação com a SAP foi interrompida e os serviços terminaram. A SAP tentou então relançar o serviço autonomamente. Para isso a SAP recebeu o seu único avião, um Junkers F-13 baptizado "Lisboa" que tinha sido enviado para Portugal em 1925. Este avião tornou-se um pioneiro pelo facto de ter sido a primeira aeronave civil registada em Portugal, recebendo a matrícula "C-PAAC".

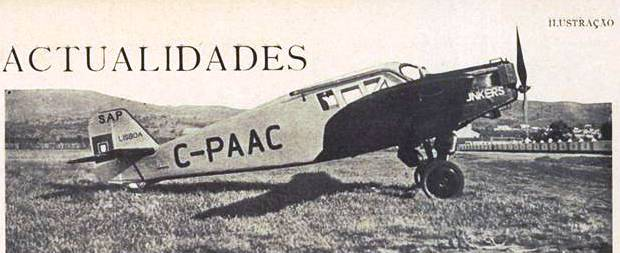
O Junkers «Lisboa» (Ilustração nº 84, 1929)

No entanto, a falta de acordo entre os Governos de Portugal e da Espanha sobre o tráfego aéreo obrigou ao fim das operações aéreas da SAP em 1930. A SAP passou a operar apenas como companhia fornecedora de serviços de terra e agente de vendas da Lufthansa, que em 1937 passou a ser a sua maior accionista. A empresa acabou por ser extinta pouco depois da Segunda Guerra Mundial.